# Pontormo

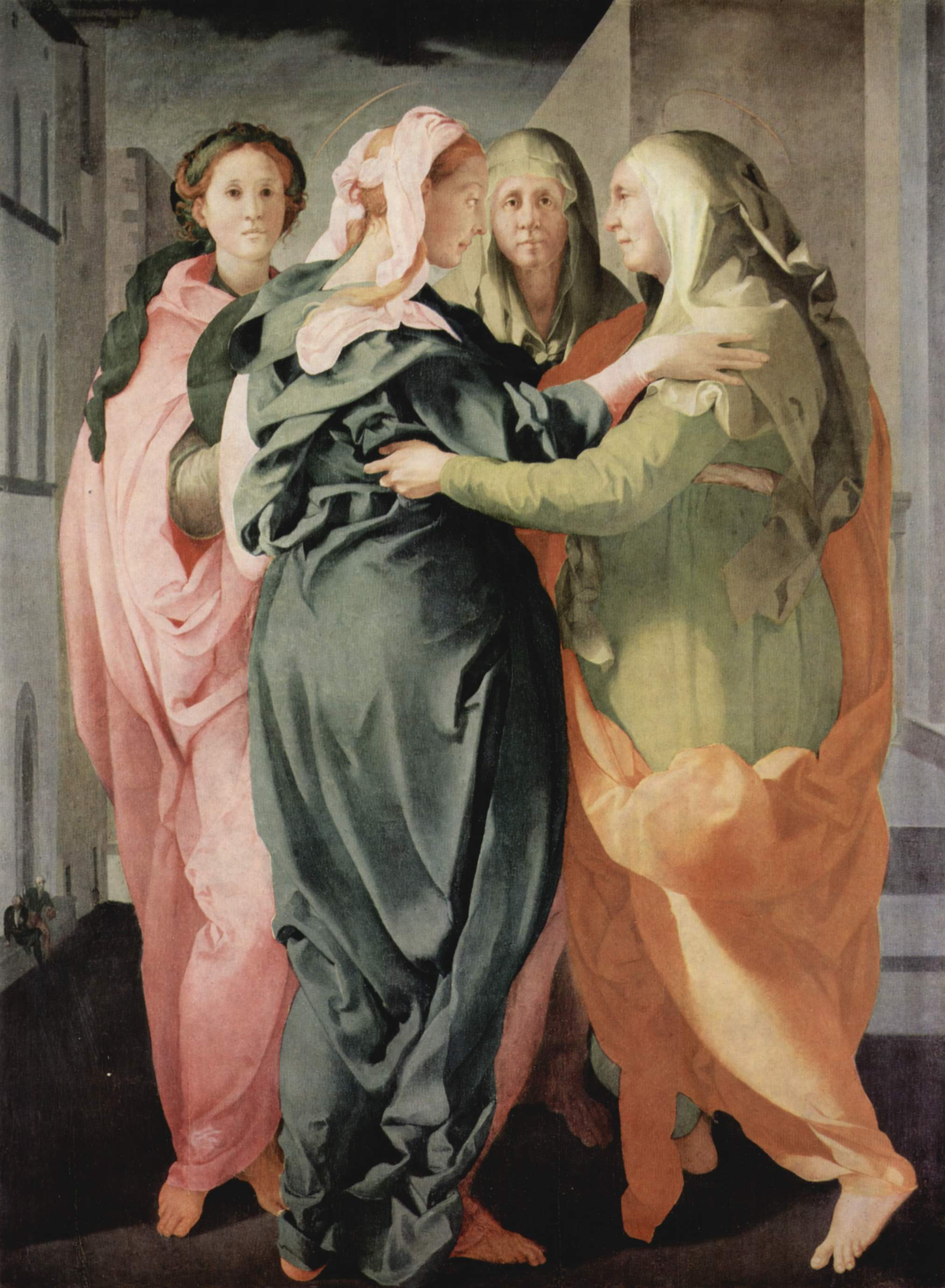
Visitació, 1528-29; Oli sobre fusta, 202 x 156 cm; San Michele, Carmignano (Florència).

Jacopo Carucci (24 de maig de 1494 — 2 de gener de 1557), habitualment conegut com a Jacopo da Pontormo, Jacopo Pontormo o simplement Pontormo, va ser un pintor manierista italià de l'Escola florentina. La seua obra representà un salt radical des de la regularitat en l'ús convencional de la perspectiva que havia caracteritzat l'art florentí del Renaixement. És famós per l'ús de poses forçades, unides a perspectives ambigües, el que dona com a resultat composicions en les quals les figures semblen surar en un entorn incert, alienes a la força de la gravetat.

## Biografia i primeres obres

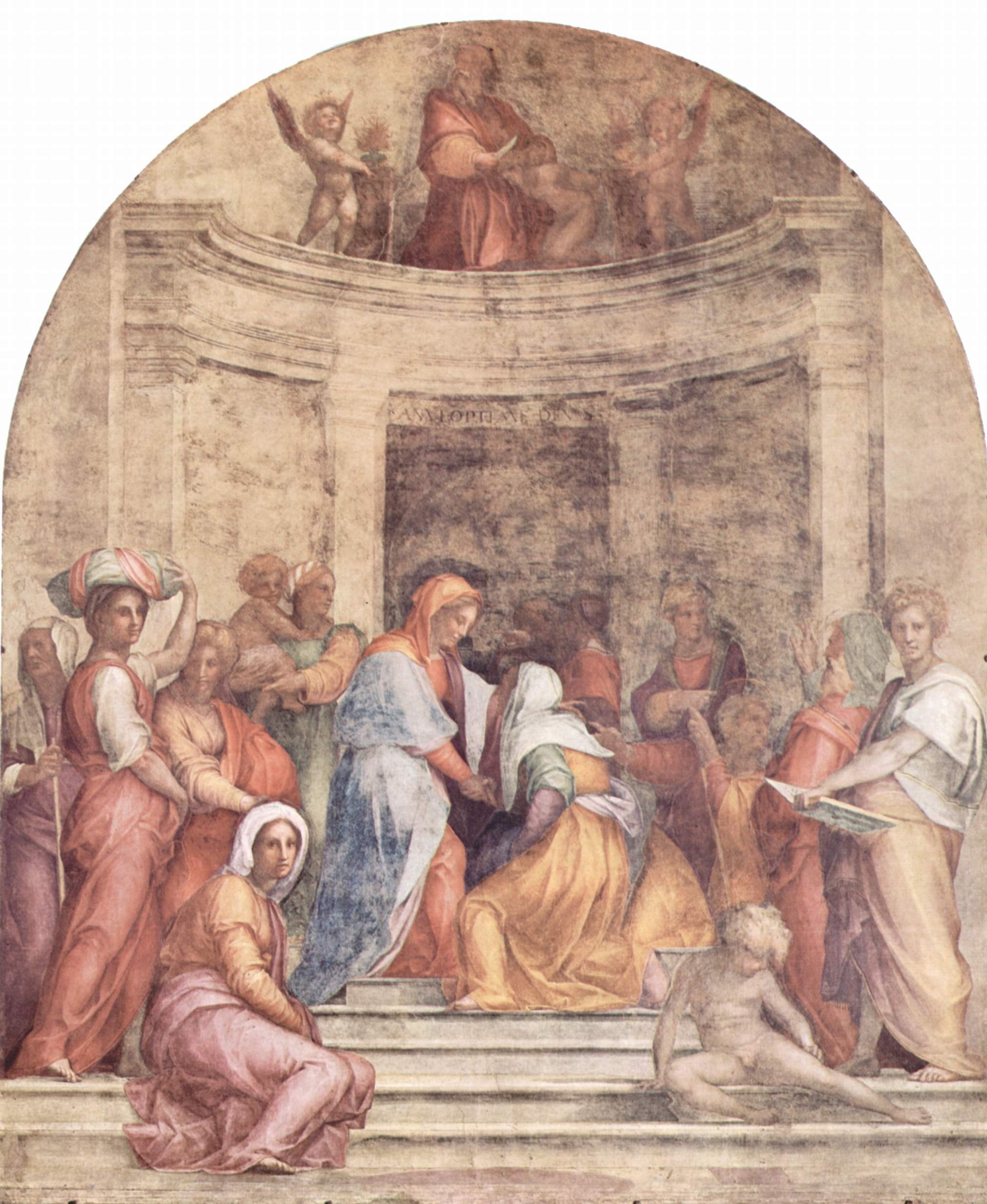
Visitació, 1514-16; Fresc; 392 x 337 cm; SS. Annunziata, Florència.

Jacopo Carucci va nàixer a Pontorme, prop d'Empoli. Vasari narra com el noi orfe, «jove, malencònic i sol» va ser destinat a jove aprenent:
| « | Jacopo no portava molts mesos a Florència quan Bernardo Vettori el va enviar amb Leonardo da Vinci i després amb Mariotto Albertinelli, Piero di Cosimo i, finalment l'any 1512, amb Andrea del Sarto, amb qui tampoc va romandre massa temps, perquè després d'acabar els cartons per a l'arc dels Servites sembla que a Andrea no li van agradar, fos pel motiu que fos | » |

Pontormo va pintar a Florència i la seua rodalia, sovint sota el mecenatge del Mèdici. Una estada a Roma, principalment per veure l'obra de Miquel Àngel, va influenciar la seua obra posterior. Són característics de la seua obra els cossos allargats i els rostres afligits de les figures. Un exemple de l'estil primerenc de Pontormo és la Visitació de la Mare de Déu a santa Isabel, amb les seues figures en disposició quasi de dansa, perfectament equilibrades, pintada entre 1514 i 1516.
Aquesta primerenca Visitació mostra un interessant contrast amb la pintura del mateix tema (a la dreta), que va ser executada una dècada més tard per a l'església parroquial de Sant Miquel, a Carmignano, a pocs quilòmetres de Florència. La comparació entre aquestes dues obres—una del seu estil primerenc i altra del seu estil de maduresa—posa de manifest l'evolució artística de Pontormo. En l'obra primerenca, Pontormo mostra un estil molt pròxim al del seu mestre, Andrea del Sarto, i als principis artístics del Renaixement de principis del segle xvi. Per exemple, les figures se situen aproximadament en la meitat inferior del quadre, i tot i que s'estima més una composició bigarrada, allunyada de l'equilibri associat a l'alt Renaixement, encara estan col·locades en un escenari d'arquitectura clàssica i situades a una còmoda distància de l'observador. En la darrera obra, l'observador es troba massa pròxim a la Mare de Déu i Isabel, que giren una entorn de l'altra embolcallades amb generosos drapats. A més, l'escenari d'arquitectures clàssiques que s'observava perfectament construït a la primera obra, ha estat completament abandonat en benefici d'un peculiar i indefinit escenari urbà.

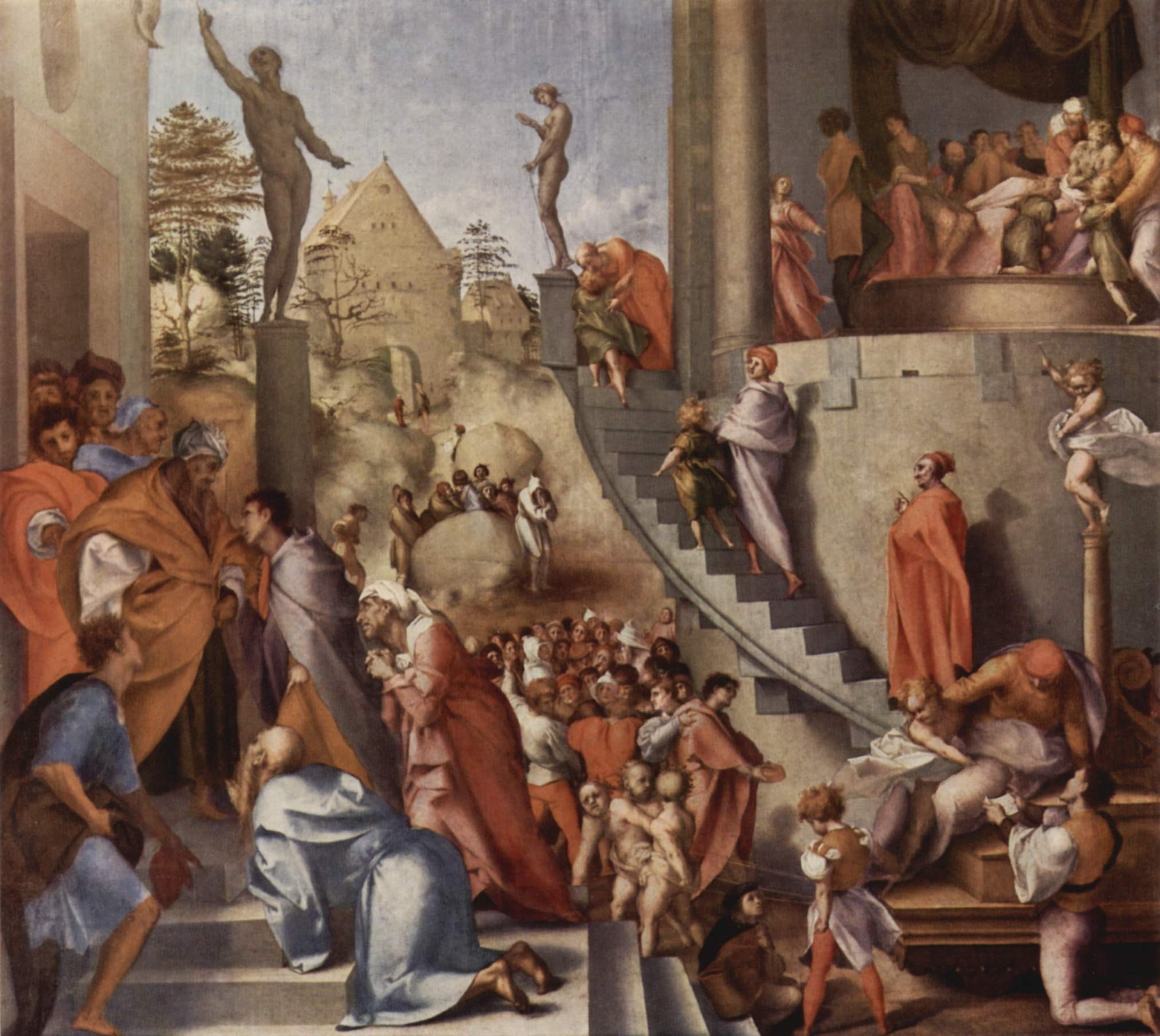
Josep a Egipte, 1515-18; Oli sobre fusta; 96 x 109 cm; National Gallery, Londres.

Els llenços sobre la vida de Josep (actualment a la National Gallery de Londres) ens mostren altre exemple del desenvolupament estilístic de Pontormo. Pintats més o menys a la mateixa època que la primerenca Visitació, aquestes obres (com el Josep a Egipte de l'esquerra) mostren un estil més marcadament manierista.
En els anys entre les Visitacions de l'Annunziata i San Michele, Pontormo va participar en la decoració al fresc del saló de la vil·la dels Mèdici a Poggio a Caiano (1519-20), prop de Florència. Hi va pintar escenes d'estil pastoral, ben poc habitual entre els pintors florentins, el tema de les quals era el mite clàssic de Vertumne i Pomona. El fresc està situat en una lluneta.
L'any 1522, quan la pesta es va declarar a Florència, va fugir a Certosa di Galluzzo, un monestir cartoixà en el qual els monjos observaven el vot de silenci. Hi va pintar una sèrie de frescos, actualment molt deteriorats, sobre la passió i resurrecció de Crist.

## Principals obres a Florència

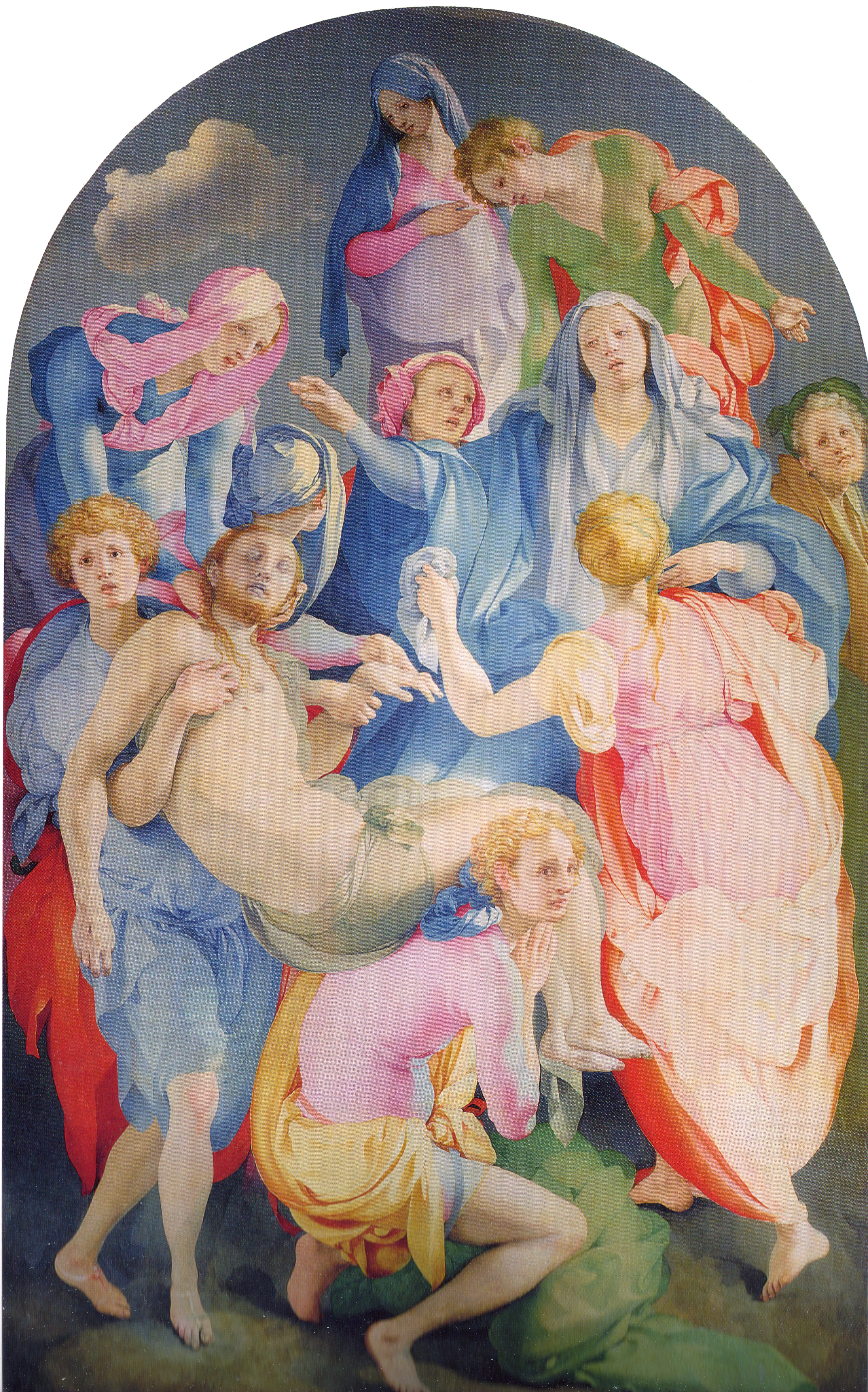
El davallament de la Creu, 1525-1528.

El gran retaule sobre llenç, per a la capella Capponi, dissenyada per Brunelleschi a l'església de Santa Felicita de Florència, que retrata El davallament de la Creu (1528), és considerada com la principal obra mestra de Pontormo que ha sobreviscut fins als nostres dies. Les figures, amb les formes acuradament modelades i amb els seus lluents colors s'agrupen en una composició de gran complexitat, en forma d'espiral el·líptica encabida en un espai reduït, gairebé insuficient. Tot i que habitualment és coneguda com El davallament de la creu, en realitat no hi ha creu, el que fa que el tema de l'obra esdevinga tan ambigu com l'espai en què està inserit. L'escena ben bé podria ser qualificada de Lamentació sobre el Crist mort o el Trasllat del cos de Crist. Les figures que se situen davall o que porten el cos de Crist adopten expressions afligides, com les dels ploraners. Tot i que sostenen el pes d'un gran cos d'home, les figures semblen gairebé surar sobre el terra; en particular la figura inferior se sosté delicadament sobre els dits dels peus, en una postura del tot impossible. De vegades, aquests dos nois han estat considerats àngels que traslladen Crist en el seu viatge al Cel. En aquest cas, el tema de la pintura seria més escaientment un Enterrament, tot i que la inexistència d'una tomba visible no ajuda en aquesta teoria, igual que l'absència de la creu fa discutible el tema del Davallament. Finalment, també s'ha destacat que les posicions de Crist i de la Mare de Déu semblen evocar les de la pietà de Miquel Àngel conservada a Roma, tot i que ací mare i fill es troben separats. Així, a més dels elements d'una Lamentació i d'un Enterrament, aquesta obra presenta alguns trets propis d'una pietà. S'ha especulat que l'home barbat situat al cantó superior dret seria un autoretrat de Pontormo com Josep d'Arimatea. Altra característica única en aquest Davallament és l'espai buit que hi ha al centre de la composició, i vers el qual totes les figures semblen caure en espiral.

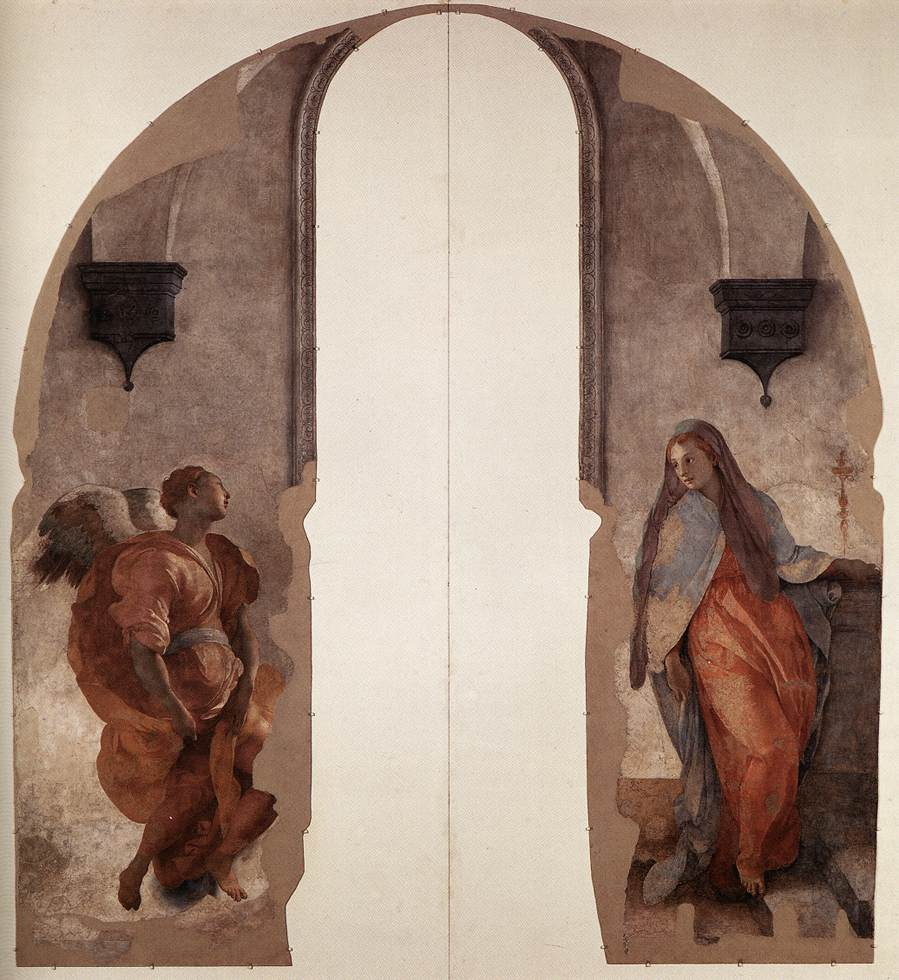
Fresc de l'Anunciació

Al mur situat a la dreta del Davallament, Pontormo va fer una escena al fresc de l'Anunciació. Com en el cas del Davallament, l'artista fixa la seua atenció principalment en les figures, més que en l'espai on se situen. Col·locats entre murs blancs, l'Àngel Gabriel i la Mare de Déu es mostren en un escenari que de tan simple se'ns presenta gairebé desolat. Els detalls arquitectònics pintats sobre cadascuna de les figures semblen fets per aparençar la pedra grisa (pietra serena) que adorna l'interior de Santa Felicità, unint així l'espai pintat amb l'espai real en el qual se situa l'observador. L'acusat contrast entre les figures i el fons fa que els seus lluents guarniments semblen brillar a la llum de la finestra que hi ha entre elles, i esdevenen una miraculosa extensió del mur de la capella. L'Anunciació evoca la Visitació de l'església de San Michele a Carmignano esmentada adés, tant pel que fa a l'estil com per les postures basculants de les figures.
Vasari diu que la volta va ser pintada amb el Déu Pare i els patriarques, però avui dia la decoració s'ha perdut, tot i que encara hi resten quatre escarapel·les amb els Quatre Evangelistes que adornen les petxines, fetes per Pontormo i el seu principal deixeble Agnolo Bronzino. Els dos artistes treballaven tan estretament que encara avui dia els especialistes discuteixen quines escarapel·les van fer l'un i l'altre.
Pontormo va trigar tres anys a acabar aquest tumultuós oval de figures. Segons Vasari, atès que Pontormo desitjava per damunt de tot «fer les coses a la seua manera sense ser incomodat per ningú», l'artista va fer tancar la capella per evitar tota opinió que poguera interferir-hi. Vasari afegeix, «I així, havent pintat a la seua manera sense que cap dels seus amics poguera retreure-li res, va ser finalment descoberta i va poder ser contemplada amb estupefacció per tot Florència...»
A Florència s'han conservat altres obres de Pontormo; la Galeria dels Uffizi mostra el seu místic Sopar d'Emaús així com diversos retrats.
Molts dels llenços més coneguts de Pontormo, com ara la primerenca sèrie de Josep a Egipte (c. 1515) i el més posterior Martiri de sant Maurici i les Legions Tebanes (c. 1531) mostren gentades contorsionant-se en contrappostos extremats, de les més variades postures.
Els seus retrats, penetrantment caracteritzats, mostren elements igualment manieristes.

## Obres perdudes o deteriorades

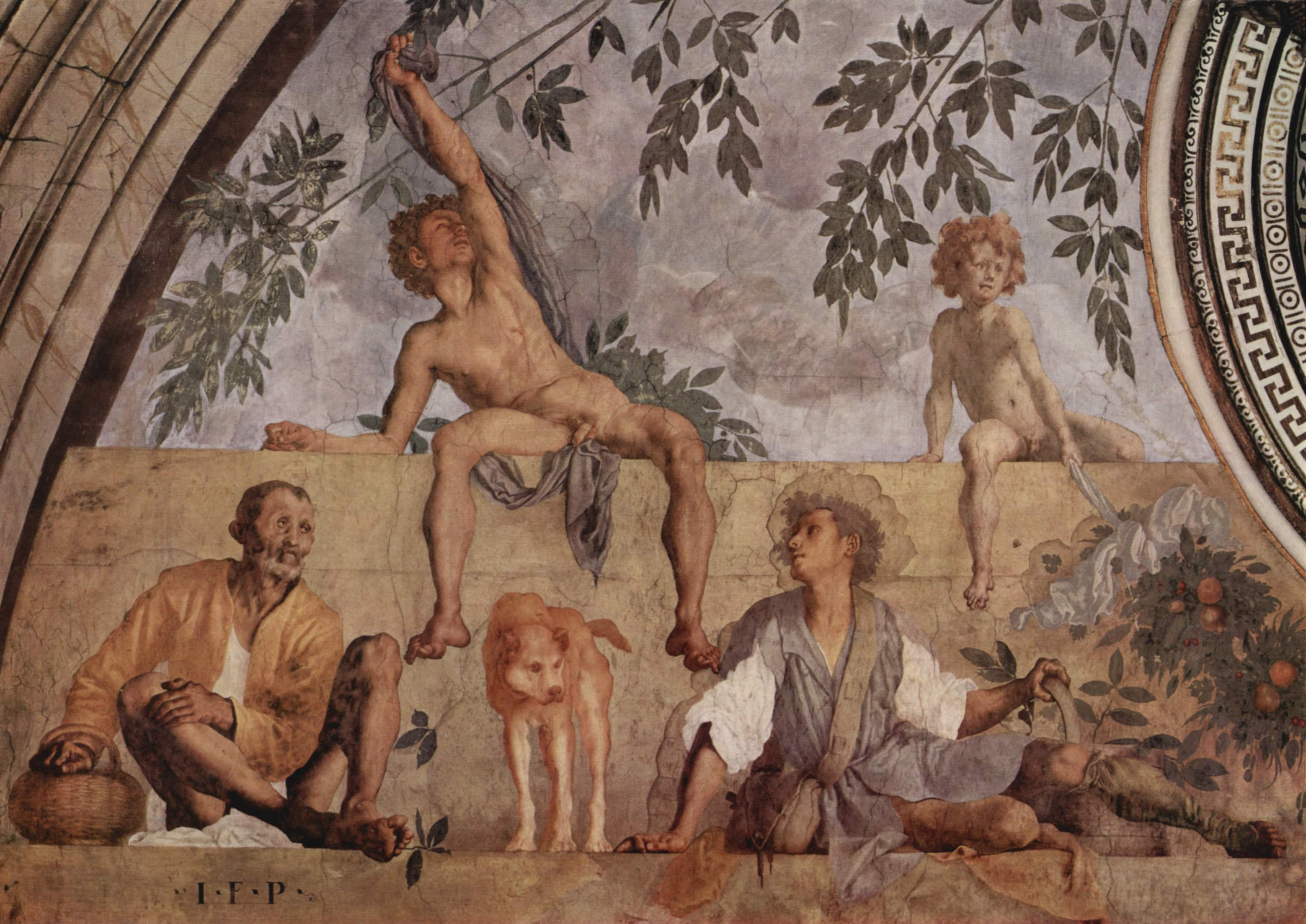
Part de la decoració feta per a la Vil·la Mèdici a Poggio a Cajano, 1520-21

Moltes de les obres de Pontormo han patit danys, incloent-hi les llunetes del claustre de monestir cartoixà de Galluzo (a l'esquerra).
Potser la més tràgica de les pèrdues va ser la dels frescos inacabats de la Basílica de San Lorenzo de Florència, als que va dedicar la darrera dècada de la seua vida. Aquests frescos mostraven un dia del Judici Final compost amb un inquietant maremàgnum de figures angoixosament contorsionades. Els dibuixos que n'han sobreviscut, mostren una estranya i mística garlanda de cossos, que provoca un efecte gairebé al·lucinant. La tradició pictòrica florentina solia emprar figures lineals i esculturals. Per exemple, el Crist del Judici Final de Miquel Àngel a la Capella Sixtina és un gran bloc pictòric, sever en la seua còlera; mentre que el Jesús de Pontormo al Judici Final es caragola sinuosament, com onejant a través dels cels en la dansa final. Els àngels giren al seu voltant en postures cada vegada més serpentines. Si les obres de Pontormo dels anys 1520 semblaven surar en un món gairebé exempt de la força gravitatòria, les figures del Judici Final semblen haver-ne fugit completament i volar a través d'un cel estrany.

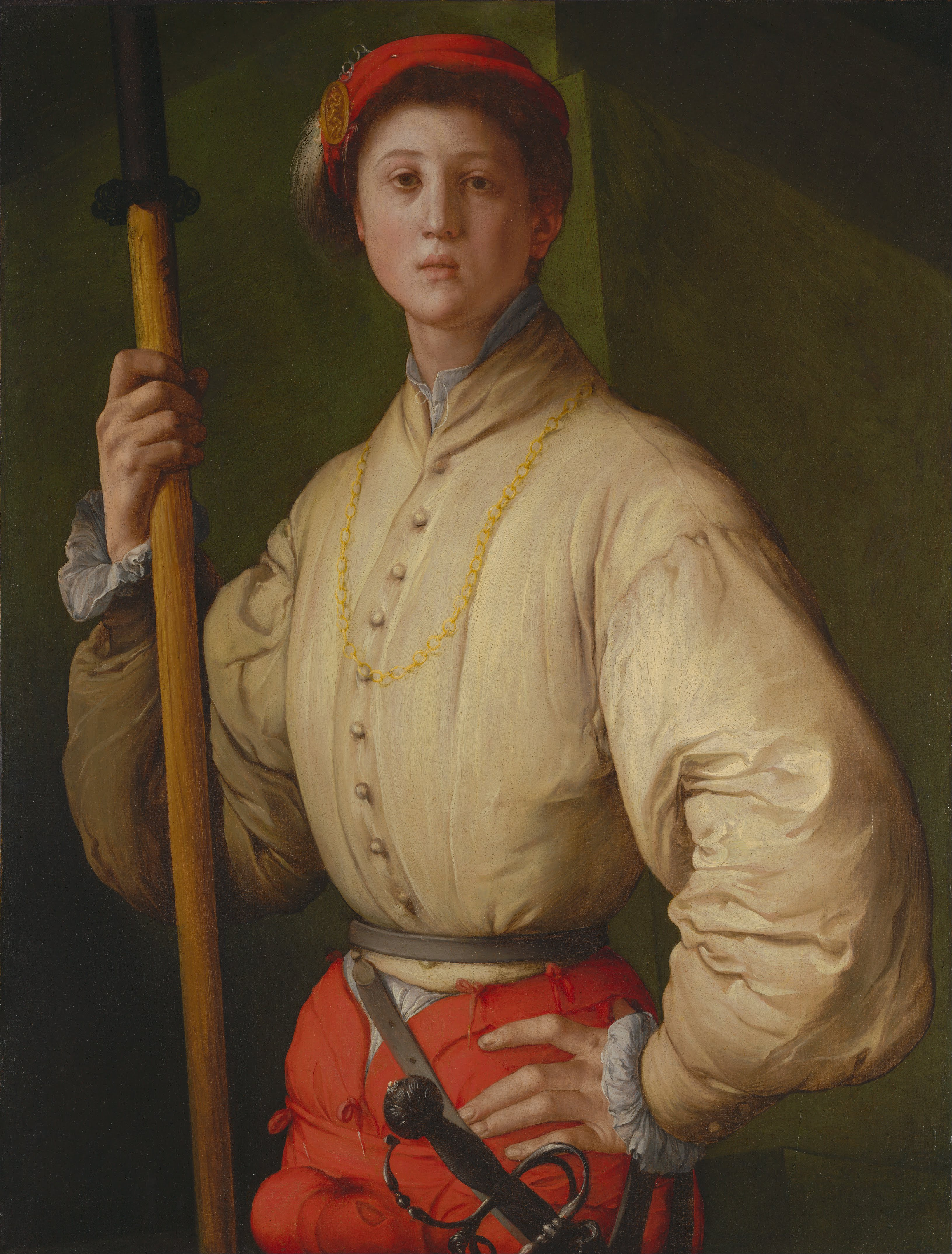
Retrat d'un Alabarder, 1528-1530; Oli sobre llenç, 92 x 72 cm; J. Paul Getty Museum, Los Angeles

Al seu Judici Final Pontormo va reaccionar contra la tradició teològica en situar Déu Pare als peus de Crist i no sobre ell, una idea que Vasari trobà profundament pertobadora:
| « | Però mai no he estat capaç de comprendre el significat d'aquesta escena, tot i que sé que Jacopo posseïa prou enginy i es relacionava amb persones doctes i lletrades; és a dir, el que podria significar aquesta secció en la qual es troba Crist en les altures, resuscitant els morts, i davall d'ell Déu Pare creant Adam i Eva. A més, al costat d'aquesta escena, en un dels cantons, on són els quatre evangelistes, nus, amb llibres a les mans, em sembla que no va aplicar cap ordre de composició, de mesura, de temps, de varietat en els caps, o de diversitat en els colors de la carn, o, en un mot, cap regla, proporció o llei de la perspectiva, perquè l'obra sencera es troba farcida de figures nues amb un ordre, dibuix, invenció, composició, color i execució fetes a la seua manera, i amb tal malenconia i tan poca satisfacció per a l'espectador, que em veig determinat, en no comprendre res encara que sóc pintor, a deixar que cadascú que l'observe puga extraure la seua pròpia conclusió. | » |

## Consideració crítica i influència posterior de la seua obra

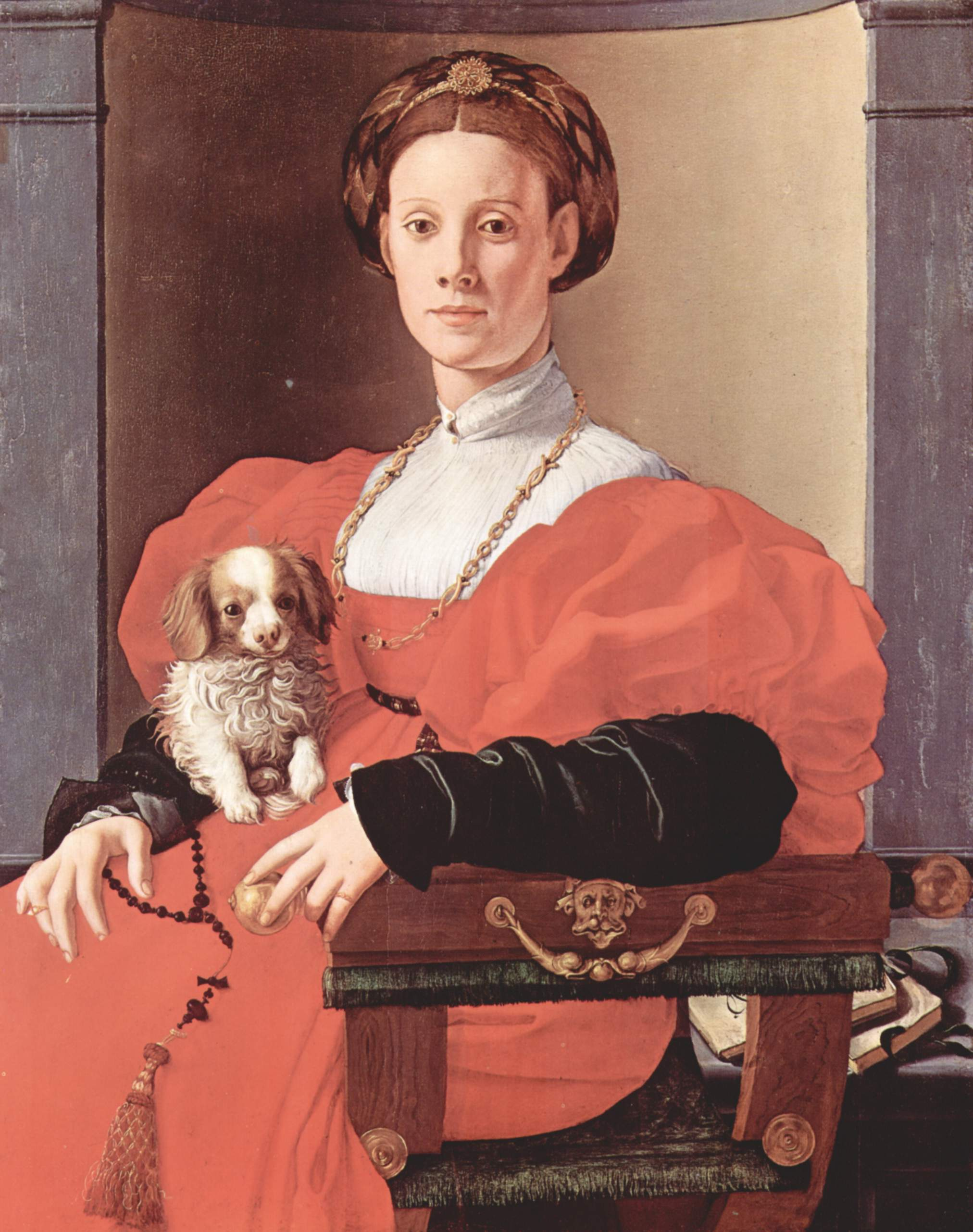
Retrat de dama en roig, 1532; Oli sobre fusta; 89,7 x 70,5 cm; Städelsches Kunstinstitut, Frankfurt.

La biografia de Pontormo que Vasari inclou a Le Vite de' più eccellenti pittori, scultori, e architettori el retrata com un home solitari i víctima de la neurosi en el període en què era el centre d'atenció dels artistes i mecenes de la seua època. Aquesta imatge de Pontormo ha influït en la concepció popular de l'artista, com es pot veure a la pel·lícula de Giovanni Fago, Pontormo, un amor herètic. Fago hi retrata Pontormo immers en una solitària i fins i tot paranoica devoció al seu darrer treball: el Judici Final, el qual fins i tot oculta a totes les mirades. Tal com la historiadora de l'art Elizabeth Pilliod ha assenyalat, mentre escrivia Le Vite, Vasari es trobava en una feréstega competència amb el taller de Pontormo/Bronzino. Aquesta rivalitat professional entre els dos tallers ben bé va poder influir sobre Vasari i portar-lo a desacreditar l'escola del seu oponent davant dels Mèdici.
Potser a causa del desdeny de Vasari, o dels capricis de la moda artística, l'obra de Pontormo va ser menyspreada durant segles. El fet que gran part de la seua obra s'haja perdut o estiga greument deteriorada és testimoni d'aquest oblit. No obstant això, les seues obres han estat objecte de renovada atenció per part dels historiadors de l'art contemporanis.
Deixant de banda la veracitat o no de la narració de Vasari, és ben cert que Pontormo va desenvolupar un estil únic i personal que pocs van voler o saber imitar, amb l'única excepció del seu principal deixeble, Bronzino. L'obra primerenca de Bronzino és tan semblant a la del seu mestre que encara es discuteix l'autoria de diverses peces fetes entre els anys 1520 i els anys 1530 —per exemple els quatre tondi amb els evangelistes de la Capella Capponi o el Retrat d'una dama en roig, actualment conservat a Frankfurt (a l'esquerra).
Pontormo comparteix certs elements del manierisme de Rosso Fiorentino i de Parmigianino. En certa manera va anticipar el Barroc, així com les tensions d'El Greco. Les seues excentricitats van donar com a resultat un original sentit de la composició. Pot dir-se que la seua composició és cohesiva. Per exemple, les figures del Davallament semblen recolzar-se unes en altres: el fet de treure'n una podria causar el col·lapse de l'edifici. En altres obres, com ara als llenços de Josep, els munions provoquen una confusa barreja pictòrica. Als seus darrers dibuixos hom pot observar una graciosa fusió de cossos, com per exemple al marc oval de Jesús al Judici Final.

## Antologia d'obres

### Primeres obres (fins a 1521)
| Nom                                                                                                 | Data      | Lloc                                               | Enllaç                                |
| --------------------------------------------------------------------------------------------------- | --------- | -------------------------------------------------- | ------------------------------------- |
| Leda i el cigne (atribució dubtosa)                                                                 | 1512-1513 | Galeria dels Uffizi, Florència                     |                                       |
| Sagrada Conversa                                                                                    | 1514      | Capella de sant Lluc, Santa Annunziata, Florència. |                                       |
| Episodi de vida hospitalaria                                                                        | 1514      | Accademia, Florència                               |                                       |
| Verònica                                                                                            | 1515      | Capella Mèdici, Santa Maria Novella, Florència     |                                       |
| Visitació                                                                                           | 1514-1516 | Santa Annunziata, Florència                        |                                       |
| Dama amb cistella de fusos atribuïda a Andrea del Sarto)                                            | 1516-1517 | Galeria dels Uffizi, Florència                     |                                       |
| Panells per a cambra de noces per a Pier Francesco Borgherini. (Dos altres per Francesco Bachiacca) |           |                                                    |                                       |
| Josep es revela als seus germans                                                                    | 1516-17   | National Gallery (Londres)                         |                                       |
| Josep venut a Putifar                                                                               | 1516-17   | National Gallery (Londres)                         |                                       |
| Els germans de Josep demanen socors                                                                 | 1515      | National Gallery (Londres)                         |                                       |
| Faraó amb el seu majordom i el seu forner                                                           | 1516-1517 | National Gallery (Londres)                         |                                       |
| Josep a Egipte                                                                                      | 1517-18   | National Gallery (Londres)                         |                                       |
| * Sant Quintí (També atribuït a Giovanni Maria Pichi)                                               | 1517      | Pinacoteca comunale, Sansepolcro                   |                                       |
| Retrat de pelleter                                                                                  | 1517-1518 | Louvre, París                                      |                                       |
| Mare de Déu amb l'Infant i Sants                                                                    | 1518      | San Michele Visdomini, Florència                   |                                       |
| Retrat de músic                                                                                     | 1518-1519 | Galeria dels Uffizi, Florència                     |                                       |
| Sant Antoni Abat                                                                                    | 1518-1519 | Galeria dels Uffizi, Florència                     | Arxivat 2005-12-07 a Wayback Machine. |
| Retrat de Cosme el Vell                                                                             | 1518-1519 | Galeria dels Uffizi, Florència                     |                                       |
| Joan Evangelista i l'arcàngel Gabriel                                                               | 1519      | Església de Sant Miquel, Empoli                    |                                       |
| Adoració dels Reis Mags                                                                             | 1519-21   | Palau Pitti, Florència                             |                                       |
| Vertume i Pomona                                                                                    | 1519-1521 | Vil·la Mèdici, Poggio a Caiano                     |                                       |
| Estudi de cap d'home (Dibuix)                                                                       |           | Metropolitan Museum of Art, Nova York              |                                       |

### Obres de maduresa (1522-1530)
| Nom                                                                                   | Data       | Lloc                                                | Enllaç                                |
| ------------------------------------------------------------------------------------- | ---------- | --------------------------------------------------- | ------------------------------------- |
| Mare de Déu amb l'Infant i quatre sants                                               | 1520-30    | Metropolitan Museum, Nova York                      |                                       |
| Retrat de dos amics                                                                   | c. 1522    | Fundació Giorgio Cini, Venècia                      |                                       |
| Mare de Déu amb l'Infant i dos sants (Bronzino?)                                      | c. 1522    | Galeria dels Uffizi, Florència                      | Arxivat 2005-12-07 a Wayback Machine. |
| Sagrada Família amb sant Joan                                                         | 1522-1524  | Ermitage, Sant Petersburg                           | Arxivat 2005-10-29 a Wayback Machine. |
| Mare de Déu amb l'Infant i sant Joan {Atribuït a Rosso Fiorentino)                    | 1523-1525  | Galeria dels Uffizi, Florència                      |                                       |
| Pregària a Getsemaní (còpies per Jacopo da Empoli)                                    | 1523-1525  | Certosa di Galluzo                                  | Arxivat 2005-12-29 a Wayback Machine. |
| Camí del Calvari                                                                      | 1523-1525  | Certosa di Galluzo                                  |                                       |
| Crist davant de Ponç Pilat                                                            | 1523-1525  | Certosa di Galluzo                                  | Arxivat 2005-12-07 a Wayback Machine. |
| Davallament                                                                           | 1523-1525  | Certosa di Galluzo                                  |                                       |
| Resurrecció                                                                           | 1523-1525  | Certosa di Galluzo                                  |                                       |
| Sopar a Emaús                                                                         | 1525       | Galeria dels Uffizi, Florència                      | Arxivat 2005-10-31 a Wayback Machine. |
| Estudi de monjo cartoixà (Dibuix)                                                     | 1525       | Galeria dels Uffizi, Florència                      |                                       |
| Mare de Déu amb l'Infant i dos àngels                                                 | 1525       | San Francisco Museum Art, San Francisco             | Arxivat 2007-09-29 a Wayback Machine. |
| Retrat d'home jove en rosa                                                            | 1525-1526, | Pinacoteca Communale, Lucca.                        |                                       |
| Tabernacle de Sant Julià, Boldrone, Crucifix amb Mare de Déu, sant Joan i sant Agustí | 1525-1526: | Accademia, Florència                                |                                       |
| Naixement de sant Joan Baptista                                                       | 1526       | Galeria dels Uffizi, Florència                      |                                       |
| Sant Jeroni penitent                                                                  | 1526-1527  | Landesmuseum, Hannover.                             |                                       |
| Mare de Déu amb l'Infant i sant Joan (Bronzino?)                                      | 1526-1528  | Palau Corsini, Florència.                           |                                       |
| Mare de Déu amb l'Infant i sant Joan                                                  | 1527-1528. | Galeria dels Uffizi, Florència                      | Arxivat 2005-10-26 a Wayback Machine. |
| Mateu, Lluc i Joan (sant Marc pintat per Bronzino)                                    | 1525-1526  | Santa Felicita, Capella Capponi, Florència.         |                                       |
| Davallament                                                                           | 1526-1528  | Santa Felicita, Capella Capponi, Florència.         |                                       |
| Anunciació                                                                            | 1527-1528  | Santa Felicita, Capella Capponi, Florència.         |                                       |
| Retrat de Francesca Capponi com santa Maria Magdalena                                 | 1527-1528  | Whitfield Fine Art, Londres.                        | Arxivat 2007-08-15 a Wayback Machine. |
| Visitació                                                                             | 1528-1529  | Església de Sant Francesc i Sant Miquel, Carmignano |                                       |
| Mare de Déu amb l'Infant, santa Anna i quatre sants                                   | 1528-1529  | Museu del Louvre, París.                            |                                       |
| Retrat d'alabarder                                                                    | 1528-1530  | J. Paul Getty Museum, Los Angeles                   |                                       |
| Onze mil màrtirs                                                                      | 1529-1530  | Palau Pitti, Florència                              |                                       |

### Darreres obres (després de 1530)
| Nom                                                                 | Data         | Lloc                                   | Enllaç                                |
| ------------------------------------------------------------------- | ------------ | -------------------------------------- | ------------------------------------- |
| Martiri de sant Maurici i les Legions Tebanes (Pontormo i Bronzino) | 1531         | Galeria dels Uffizi, Florència         |                                       |
| Noli me Tangere (Bronzino?)                                         | 1531         | Casa Buonarroti, Florència             |                                       |
| Retrat de dama en roig amb gosset, (Bronzino?)                      | 1532-1533    | Städelsches Kunstinstitut, Frankfurt   |                                       |
| Venus i Cupid                                                       | 1532-1534    | Galleria dell'Accademia, Florència     |                                       |
| Retrat d'Alexandre de Mèdici                                        | c. 1534-1535 | Philadelphia Museum of Art, Filadèlfia |                                       |
| Retrat d'Alexandre de Mèdici                                        | c. 1534-1535 | Art Institute of Chicago, Chicago      |                                       |
| Adam i Eva                                                          | 1535         | Galeria dels Uffizi, Florència         |                                       |
| Estudi per a les Tres Gràcies (Dibuix)                              | 1535         | Galeria dels Uffizi, Florència         |                                       |
| Retrat de Niccolò Ardinghelli                                       |              | National Gallery, Washington D.C.      | Arxivat 2007-09-28 a Wayback Machine. |
| Retrat de Maria Salviati                                            | 1543-1545    | Galeria dels Uffizi, Florència         |                                       |
| Escena de Sacrifici                                                 | c. 1545      | Museu de Capodimonte, Nàpols           |                                       |
| El meu llibre (llibre de memòries)                                  | 1554-1556    | Biblioteca Nacional, Florència         |                                       |
| Retrat de Pontormo (Bronzino)                                       |              |                                        |                                       |
| Sant Francesc (Dibuix)                                              |              | Museu de Belles Arts, Boston           | Arxivat 2006-03-17 a Wayback Machine. |
| Sant Llorenç (Cartons per a fresc)                                  |              |                                        |                                       |

## Com a personatge
L'escriptor francès Laurent Binet va publicar el 2023 la novel·la epistolar Perspective(s), que té com a eix central un suposat assassinat de Pontormo, a l'aclariment del qual hi contribueixen Miquel Àngel i Vasari entre d'altres. El llibre ha estat traduït al català per Mia Tarradas i publicat el 2024 per Edicions de 1984, amb el títol Perspectives.